# Simulation inertielle de trajectoires de véhicules
 (août 2025).
Il peut être nécessaire de l'améliorer pour respecter le principe de neutralité de point de vue. Veuillez consulter la page de discussion pour plus de détails.

 (août 2025).
 (août 2025).
Motif : ne fois retirées les sources qui ne sont pas sur le sujet, où sont les sources secondaires de qualité, centrées sur le sujet, démontrant une notoriété encyclopédique ?
- Archive Wikiwix
- Bing
- Cairn
- DuckDuckGo
- E. Universalis
- Gallica
- Google
- G. Books
- G. News
- G. Scholar
- Persée
- Qwant
- (zh) Baidu
- (ru) Yandex

| 1. | Préciser le motif de la pose du bandeau. | Précisez le motif de la pose du bandeau en utilisant la syntaxe suivante : {{admissibilité à vérifier\|date=août 2025\|motif=remplacez ce texte par le motif}}                                                          |
| 2. | Informer les utilisateurs concernés.     | Pensez à avertir le créateur de l'article, par exemple, en insérant le code ci-dessous sur sa page de discussion : {{subst:avertissement admissibilité à vérifier\|Simulation inertielle de trajectoires de véhicules}} |

 (août 2025).
La simulation inertielle de trajectoires de véhicules désigne un ensemble de méthodes numériques permettant de reproduire le comportement dynamique d’un véhicule en mouvement, à partir de signaux simulés de capteurs embarqués tels que les accéléromètres et les gyroscopes. Ces signaux, regroupés sous le terme de données IMU (Inertial Measurement Unit), sont généralement échantillonnés à haute fréquence (souvent 10 Hz ou plus), ce qui permet de générer des profils détaillés de vitesse, accélération et de rotation.
Cette approche est utilisée dans des domaines variés comme la télématique embarquée, la recherche en dynamique du véhicule, la simulation de flottes ou encore la validation de systèmes d’aide à la conduite (ADAS).

## Contexte scientifique
Les capteurs inertiels mesurent l’accélération linéaire et la vitesse angulaire sur trois axes. Ces mesures peuvent être utilisées de manière autonome ou être fusionnées avec un GNSS (comme le GPS) pour estimer la position d’un véhicule, y compris dans des environnements où le signal est dégradé.
L’intégration temporelle des mesures IMU peut compenser certaines interruptions du signal GNSS, mais elle reste sujette à dérive sans modélisation adéquate du bruit inertiel.

## Méthodologie
Les simulateurs de trajectoires inertiels génèrent des données synthétiques à partir de cartes routières (par exemple via OSRM). Ces outils produisent ensuite des profils de vitesse cohérents, auxquels peuvent être ajoutés des événements de conduite spécifiques tels que des freinages ou des virages. Des modèles de bruit sont appliqués pour simuler les imperfections des capteurs MEMS.

## Applications
Les données simulées peuvent être utilisées dans l’assurance automobile pour tester des algorithmes de détection de comportement à risque. En recherche, elles permettent l’entraînement de modèles d’apprentissage automatique sur des trajectoires synthétiques. Les constructeurs peuvent également simuler des scénarios critiques pour évaluer des systèmes ADAS.

## Travaux de recherche et implémentations
Un outil open source baptisé RoadSimulator3 a été développé dans le cadre d’un travail de recherche universitaire français portant sur la simulation inertielle de trajectoires. Ce simulateur repose sur un échantillonnage à 10 Hz et génère des profils IMU réalistes avec insertion d’événements de conduite et ajout de bruit configurable. L’objectif est notamment de fournir des jeux de données annotés pour l’évaluation d’algorithmes de classification comportementale ou la simulation de capteurs embarqués.